# Michael Thumser
Michael Thumser (* 27. Juli 1959 in Hof (Saale)) ist ein deutscher Journalist und Autor.

## Leben
Nach dem Besuch des humanistischen Jean-Paul-Gymnasiums in Hof studierte Thumser ab 1979 an der Friedrich-Alexander-Universität in Erlangen neuere deutsche Literaturwissenschaft, Theaterwissenschaft sowie Kunstgeschichte und schloss 1984 als Magister artium ab. 1985 trat er als Feuilletonist in die Redaktion der Frankenpost in Hof ein, verantwortete dort von 2007 an das Kulturressort, übernahm 2016 die Funktion des Chefautors und verließ die Tageszeitung 2019. Von 1993 an war er als Dozent für Feuilleton bei der Akademie der Bayerischen Presse (München) und der Akademie für Neue Medien Kulmbach tätig. Seit 2019 betreibt er im digitalen Ehrenamt die kulturelle Website Hochfranken-Feuilleton. Seine Rezensionen umfassen die Gebiete Theater und klassische Musik, Literatur und Film. Darüber hinaus hält er zahlreiche öffentliche Vorträge zu verschiedenen kulturellen und historischen Themen in Hof und Bayreuth.

## Auszeichnungen
- 1995 Theodor-Wolff-Preis für einen Essay über die Arbeit des Kritikers und das Wesen der Kulturkritik[7]
- 2011 Oberfränkischer Medienpreis in der Sparte Print[8]
- 2021 Johann-Christian-Reinhart-Plakette der Stadt Hof für besondere kulturelle Leistungen[9]

## Veröffentlichungen
- Bild und Spiel – Woher kommt, wohin geht die Kunst? In: Die großen Themen: Die Welt an der Jahrtausendwende – Zukunftsfragen der Menschheit., hrsg. von Manfred Eigen und Hans-Dietrich Genscher. Coron-Verlag, Lachen am Zürichsee, 1997.
- „Pfingstreise“ im Jahr 1793. Wilhelm Heinrich Wackenroder und Ludwig Tieck., Hörbuch, gelesen von Hans-Jürgen Schatz. Der Klassik(ver)führer, Sonderband, hrsg. von Gerhard K. Englert. Auricula Verlag, Berlin 2010, ISBN 978-3-936196-16-0
- Der Hungerturm. 13 Erzählungen. (Neuausgabe) Tredition, Hamburg 2011/2020, ISBN 978-3-347-17238-8
- Über den An- und Augenblick hinaus. Johann Christian Reinhart als Karikaturist. In: Johann Christian Reinhart aus Hof: Aquarelle, Radierungen, Zeichnungen., hrsg. vom KulturKreis Hof (anlässlich des 250. Geburtstags des Künstlers), Transit, Berlin/Schwarzenbach an der Saale 2011, ISBN 978-3-88747-256-6
- Wir sind wie Stunden. Essays. Tredition, Hamburg 2020, ISBN 978-3-347-14402-6
- Verpestete Bücher. Elf literarische Epidemien und ein Epilog. Tredition, Hamburg 2021, ISBN 978-3-347-41547-8
- Kaisers Bart: 13 Essays über Lesen und Schreiben, "große" Männer und starke Frauen, Literatur und Musik, Scheusale und Genies. Tredition, Hamburg 2022, ISBN 978-3-347-74943-6